# Anglo-Iers Verdrag
Het Anglo-Iers Verdrag (Iers: An Conradh Angla-Éireannach), officieel voluit Articles of Agreement for a Treaty Between Great Britain and Ireland, is een verdrag dat op 6 december 1921 werd gesloten tussen de Britse regering en vertegenwoordigers van de de facto Ierse Republiek. Het verdrag maakte een einde aan de Ierse Onafhankelijkheidsoorlog.

## Verdragsbepalingen

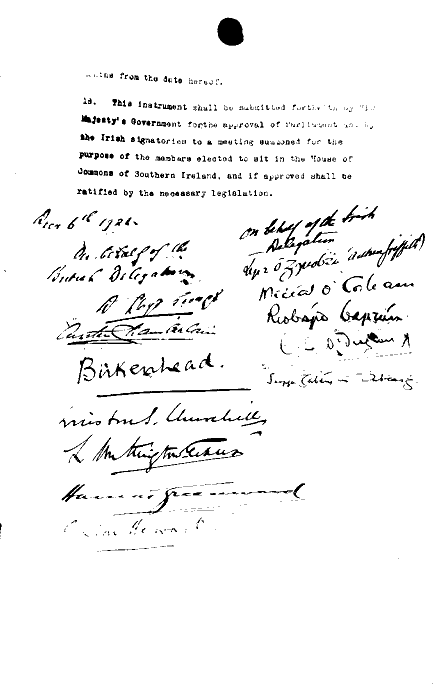
De handtekeningen onder het Anglo-Iers Verdrag.

De Britse regering en de Ierse gevolmachtigden kwamen overeen dat de 26 zuidelijke Ierse graafschappen feitelijk onafhankelijk zouden worden. De tekst was duidelijk: Ierland zou eenzelfde status genieten als bijvoorbeeld Canada of Australië, namelijk die van een dominion, een onafhankelijk land dat echter de Britse koning als staatshoofd erkent. Een gouverneur-generaal zou als Hoge Vertegenwoordiger van de Kroon de formele band met de Britse Kroon in stand houden.

## Onderhandelaars

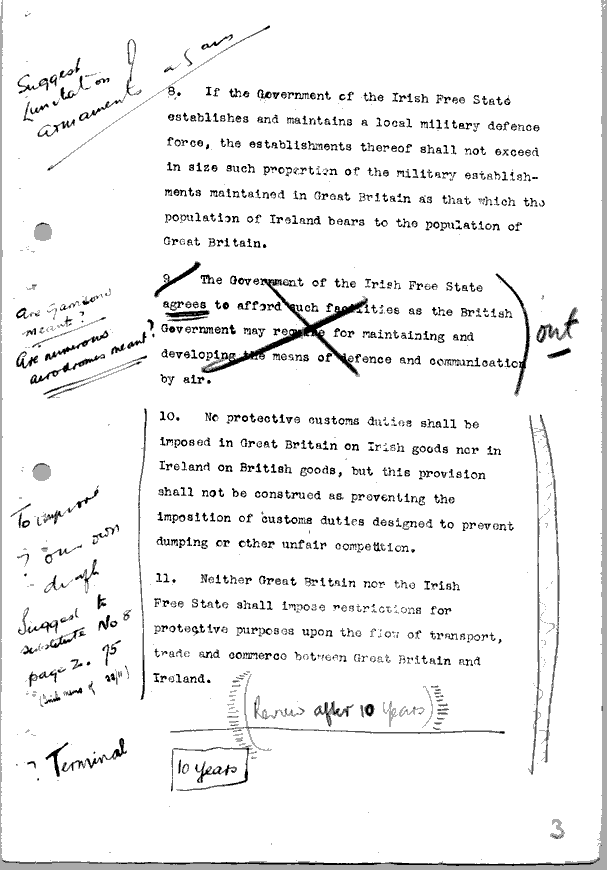
Kladbladzijde van het Verdrag, met aantekeningen van Arthur Griffith.

Aan de onderhandelingen namen deel:

### Britse afvaardiging
- David Lloyd George, Prime Minister.
- Lord Birkenhead, Lord Chancellor.
- Winston Churchill, Secretary of State for the Colonies.
- Austen Chamberlain, Lord Privy Seal.
- Gordon Hewart, Attorney General for England and Wales.

### Ierse afvaardiging
- Arthur Griffith (voorzitter), Minister for Foreign Affairs.
- Michael Collins, Minister for Finance.
- Robert Barton, Minister for Economic Affairs.[noot 1]
- Eamonn Duggan
- George Gavan Duffy

## Gevolgen
Alle ondertekenaars beseften zeer goed de historische betekenis. Voor de Britten betekende het verdrag het einde van een niet te winnen oorlog, die een halve eeuw ook de Britse politiek had verscheurd. De zes graafschappen (Ulster) waren er niet bij, een doekje voor het Britse bloeden en een bittere pil voor de nationalisten (goed voor de Britten, slecht voor de nationalisten). Maar voor de zesentwintig graafschappen was er veel meer dan zij ooit hadden kunnen verwachten: na eeuwenlange Engelse onderdrukking nu feitelijke onafhankelijkheid voor (het grootste deel van) Ierland.
Zou De Valera aanvaarden dat de heersers de deling van Ierland hadden moeten accepteren? Collins schreef dezelfde dag van de ondertekening aan een vertrouweling: "Today, I Signed My Death Warrant" — "Vandaag heb ik mijn doodvonnis getekend."
Het verdrag leidde tot de stichting van de Ierse Vrijstaat in 1922. Maar het veroorzaakte ook een scheuring in Sinn Féin, en leidde tot de Ierse Burgeroorlog die een jaar zou duren.